# Van den Berghe (familie)
Van den Berghe was een notabele en gedeeltelijk adellijke familie uit Antwerpen en Den Bosch.

## Geschiedenis
In 1785 werd aan François Van den Berghe door de Heraldische Raad een attest van adellijke status afgeleverd.

## Genealogie
- François van den Berghe (1749-1812), x Marie-Thérèse de Knyff
  - Adrien van den Berghe (1783-1828), x Thérèse de Knyff
    - Eugène van den Berghe (1809-1859), x Joséphine della Faille
      - Oswald van den Berghe (zie hierna)

  - Charles-Jean van den Berghe (1785-1832), x Henriette Moretus
    - Edouard van den Berghe (zie hierna)

## Oswald van den Berghe
Oswald Charles Joseph Marie van den Berghe (Schoten, 25 oktober 1834 - Antwerpen, 12 maart 1894) was een katholiek priester, gewijd in 1860. Hij promoveerde tot doctor in de wijsbegeerte en letteren en tot doctor in de godgeleerdheid aan de Gregoriana in Rome. Hij werd geheim kamerheer van de paus en protonotarius apostolicus.
Terug in België vanaf 1863 werd hij:
- directeur van het Institut Saint-Boniface in Elsene (1866-1869);
- aalmoezenier van de kerk van de Visitatie in  Schaarbeek;
- pastoor van de Heilig Hartkerk in Berchem, die in 1872 door de paus tot basiliek werd verheven, de eerste in België en de eerste wereldwijd die gewijd was aan het Heilig Hart. De kerk was opgericht op initiatief van Maria van Jezus Deluil-Martiny, die de congregatie van de Dochters van het Heilig Hart van Jezus stichtte. Samen propageerden ze de devotie tot het Heilig Hart van Jezus en de verering van Maria als mede-verlosser van de wereld.
- pastoor van de Sint-Jozefparochie in Antwerpen van 1878 tot aan zijn dood.

Hij was ook historicus en archeoloog. 
In 1858 werd hij erkend in de Belgische adel. Bij zijn dood doofde de adellijke tak van den Berghe uit.

## Publicaties
- Temple du Saint-Graal, Parijs, Didron, 1857.
- Jean le Victorieux, duc de Brabant, 1857.
- Marie et le Sacerdoce, met een voorwoord door paus Pius IX, Louis Vivès, 1872 & 1875
- Vie d'Anne-Madeleine de Remuzat, Parijs, A. Roger & F. Chernoviz, 1877.
- Maria und das Priestertum, 1878.

## Edouard van den Berghe
Edouard Adrien Joseph van den Berghe (Antwerpen, 17 maart 1821 - 14 februari 1881) trouwde in Froidmont met Octavie Morel (1825-1919). Het echtpaar bleef kinderloos.
In 1861 werd hij erkend in de Belgische adel.